# Skate punk
Skate punk é um estilo de música, sub-gênero do punk rock, originalmente uma forma de hardcore punk ligada à cultura do skate, utilizando comumente referências a ela tanto nos aspectos rítmicos quanto nos temáticos. Sua origem está ligada à marginalização e o estereótipo negativo associado aos skatistas no começo da década de 1980, nos Estados Unidos.

## História
Entre as bandas skate punk de destaque estão principalmente: 7 Seconds, Black Flag e Anti-Flag mas também NOFX, The Adolescents, Descendents, Agent Orange, U.S. Bombs, Circle Jerks, Suicidal Tendencies, Minor Threat, Grinders, The Briefs, Bodyjar, No Use for a Name, Bad Religion, Ten Foot Pole, e também bandas brasileiras como Atomic Winter, Gritando HC, Neurônios Alucinados,  Charlie Brown Jr, Ratos de Porão;  Porrada Solicitada; Morto pela escola; Deth kids e Bandanos. O skate punk é utilizado com frequência como fundo musical para ambientes de prática do skate e está diretamente relacionado com o punk rock californiano.
Uma das principais influências foi a revista estadunidense Thrasher que se tornou o principal veículo da informação no meio, além dos inúmeros fanzines, estes nem tão divulgados ao redor do mundo.

## No Brasil
No Brasil, as primeiras bandas de skate punk surgiram no fim da década de 1980 com o Grinders, o Pakdermes e o Necrópole. No começo dos anos 2000 o Charlie Brown Jr. se tornou o maior nome do gênero no Brasil. Destacam-se também Neurônios Alucinados, Gritando HC e Strike.